# Serra de Coma Roja
La Serra de Coma Roja és una serra situada al municipi de Sitges (Garraf), amb una elevació màxima de 326 metres.